# Хитрово (усадьба)
Хитрово — усадьба, расположенная в Дмитровском районе Московской области. Находится в 3 км от станции «Морозки» в селе Батюшково.

## История
Первые упоминания местности относятся к 1660-м годам, когда это была вотчина думского боярина А. И. Нестерова. Позже земля принадлежала сначала боярину Б.М. Хитрово, позже князю Ф. С. Урусову. В начале XVIII века владельцем усадьбы был Б. И. Куракин. С 1726 года владельцем был И. И. Сьянов. С 1751 года усадьбой владел капитан И. В. Тараканов, приходящийся зятем бывшему владельцу. В конце XVIII века усадьба принадлежала помещику И. Т. Тишкову. В середине XIX века усадьбой владел князь А. А. Голицын. Позже владелицей была А. А. Товарова. После неё вплоть до революции 1917 года усадьбой владела семья промышленника С. Д. Ширяева.
В 2000-е годы усадьба пустовала, постройки требовали серьёзного ремонта. 
В настоящее время в границах усадьбы сохраняется церковь Николая Чудотворца, построенная в 1666 году на средства А. И. Нестерова (по другим данным  — в 1670-х  годах Б. М. Хитрово) и закрытая в 1939 году. В 1968—1971 годах была проведена её реставрация. Церковь с 1990 года является действующей.